# Motorola RAZR V3
Motorola RAZR V3 — GSM-телефон компании Motorola, позиционировавшийся как флагманская модель производителя в 2004 году. Ключевой особенностью, отличавшей телефон от конкурентов того времени, был дизайн. Телефон имел сверхтонкий профиль, при этом являясь раскладушкой, клавиатуру, изготовленную из металлической пластины и оснащенную электролюминесцентной подсветкой. Небольшая толщина и обилие металла придавали сходство с бритвой, что и отразилось в названии RAZR (от англ. razor — бритва, лезвие).

## Аппаратное обеспечение
Сотовый телефон обладает внутренним дисплеем с диагональю 2,2 дюйма и разрешением 176×220 пикселей, выполненным по TFT-технологии, способный отображать более 262 тыс. оттенков цвета. Внешний STN-дисплей имеет меньшее разрешение (96×80 пикселей) и отображает 4096 оттенков цвета. Камера поддерживает фотосъёмку в разрешении 640×480 и видеосъёмку в разрешении 176×144 пикселей.
Коммуникационные возможности обеспечивает поддержка Bluetooth 1.2, GPRS class 10 и mini-USB.
Внутренняя память устройства составляет примерно 7,2 Мб, доступной для пользовательского содержимого.
Литий-ионный аккумулятор емкостью 680 mA·h позволяет телефону проработать от 3 до 5 часов в режиме разговора и до 280 часов в режиме ожидания.

## Программное обеспечение
Программное обеспечение, обычное для тогдашней Motorola, известное как Motorola Triplet (в честь тройки V300, V500 и V600).
Аппарат снабжён записной книжкой, клиентом для сообщений (EMS, SMS, MMS, email), браузером, обеспечивающим поддержку WAP 2.0 и отображение HTML 4/XHTML. Офисную часть обеспечивают органайзер (календари событий, будильники), калькулятор и конвертер величин. Развлекательную часть обеспечивают простой плеер, поддерживающий MP3, а также 3 игры (бильярд, гольф и камни). Имеется поддержка загрузки и установки дополнительного Java-контента.

## Модификации

### Black версия
Версия Black отличается только цветом, никаких принципиально функциональных отличий от серебристой версии она в себе не несёт.
Черный вариант был подготовлен для распространения в качестве подарков на 77-й церемонии вручения премии Оскар. Хотя распространение изначально было ограничено конкретными операторами в Северной Америке, черный V3 стал широко доступен в других странах.

### Hot Pink версия
Розовая версия была выпущена в октябре 2005. Официальное название модели — RAZR V3 Pink, однако у оператора Deutsche Telekom она распространялась как RAZR V3 Magenta.

### Miami Ink Collection
30 октября 2006 года Motorola через оператора T-Mobile USA начала продавать версии V3, художественное оформление корпуса которых стилизовано под татуировку. Над созданием рисунков для мобильного телефона, работал настоящий мастер тату, телевизионная звезда одноименного реалити-шоу «Miami Ink.» Эми Джеймс. Татуировка телефону «сделана» при помощи лазерной гравировки по гладкой алюминиевой поверхности корпуса.

## Критика
Большинство экспертов сошлось во мнении, что аппарат имиджевый, нацеленный исключительно на подчёркивание статуса владельца, а отнюдь не на технологическую часть. Рецензенты отмечали, что управление телефона из-за дизайнерских изысков и особенностей интерфейса операционной системы требовало привыкания для пользователя, а также не очень удачную фотокамеру, которая проигрывала конкурентам на рынке. Тем не менее журнал Forbes причислил представителей серии RAZR к самым культовым сотовым телефонам мира.

## Похожие модели
- Motorola RAZR V3i
- Motorola RAZR V3xx